# Odorrana utsunomiyaorum
Odorrana utsunomiyaorum là một loài ếch trong họ Ranidae. Nó là loài đặc hữu của Nhật Bản.
Các môi trường sống tự nhiên của chúng là các khu rừng ẩm ướt đất thấp nhiệt đới hoặc cận nhiệt đới và sông. Loài này đang bị đe dọa do mất môi trường sống.